# Raionul Peatîhatkî, Dnipropetrovsk
Peatîhatkî (în ucraineană П`ятихатський район, transliterat: Peatîhatskîi raion) este un raion în regiunea Dnipropetrovsk, Ucraina. Reședința sa este orașul Peatîhatkî.

## Demografie
Componența lingvistică a raionului Peatîhatkî
     Ucraineană (92,32%)
     Rusă (6,33%)
     Alte limbi (0,72%)
Conform recensământului din 2001, majoritatea populației raionului Peatîhatkî era vorbitoare de ucraineană (92,32%), existând în minoritate și vorbitori de rusă (6,33%).